# Dendera
| O28 | n · t · O49 |

Dendera (Dendra, koptski Tentore, grčki Tentura) je mjesto u Egiptu, južno od Abida. Tamo se nalazi dobro očuvan hram. Dednera se nalazi nešto više od 55 kilometara sjeverno Luksora na lijevoj obali Nila, nasuprot gradu Kenu na rubu pustinje. U hramu su katakombe s grobnicama životinje, od kojih su većina njih ptice, psi i krave. Na jugu hrama koji je posvećen Hator, nalazi se Izidin hram, odnosno, hram rođenja, ukrašen u doba Augusta.

## Hatorin hram
Hator je božica-krava, koja je bila štovana u Denderi, a njezin hram je dobro očuvan. Taj hram izgrađen je u Srednjem kraljevstvu, dok je njegova unutrašnjost veoma zanimljiva i tajanstvena. Postoje prikazi kraljice Kleopatre koja je htjela sebe prikazati kao Izidu, božicu plodnosti koja je također štovana u hramu. Na stropu je slavno Dendera zviježđe, no, izvorni strop se nalazi u Louvreu. Postoje 2 zanimljiva prikaza - božica neba Nut guta Sunce, a kraj nje je Hathor, gledana sprijeda, iako su Egipćani obično crtali živa bića iz profila, drugi je prikaz oplođenja Izide, kad se pretvorila u sokola i vodila ljubav sa svojim mužem, Ozirisom pravednim, prvim mitskim egipatskim kraljem. U hramu se nalaze mastabe, koje su zapravo velike pravokutne grobnice. Najzanimljiviji prikaz u hramu je reljef koji prikazuje svjetlo iz Dendere. Taj reljef prikazuje bogove koji drže golemu svjetiljku, što je dovelo do ideja da su Egipćani proizvodili struju za pozlaćivanje predmeta. Egiptolozi objašnjavaju da taj reljef prikazuje mitološku scenu, a da je svjetiljka zapravo lotosov cvijet. Hram posjećuju brojni turisti, no krov hrama je zatvoren, prvo 2003., a potom i 2004. jer je jedna osoba pala, a zatvoren je i najviši krov Hathorina hrama. Doduše, još uvijek je moguće vidjeti cijeli hram virtualno, a jer je hram očuvan, posjetitelji mogu mnogo vidjeti.

## Wikiprojekti
|  | Zajednički poslužitelj ima stranicu o temi Dendera |